# George Coșbuc
George Coșbuc (20. září 1866 – 9. května 1918) byl rumunský básník a překladatel.

## Biografie
Narodil se v uherském Sedmihradsku, na gymnáziu se naučil klasické jazyky a němčinu, poté začal studovat klasickou filologii v Kluži, v roce 1887 ale universitu předčasně opustil. V roce 1889 emigroval ze Sedmihradska do Rumunska a působil jako redaktor literárních časopisů. Brzy se stal uznávaným básníkem, roku 1900 byl zvolen do Rumunské akademie. Velmi jej zasáhla předčasná smrt jeho jediného syna v roce 1915.
Věnoval se především překladatelské činnosti, jeho překlady z klasických jazyků, ale i ze sanskrtu a italštiny, jsou pokládány za vynikající, především jeho překlad Božské komedie, vydaný v úplnosti až po Coșbucově smrti. V původních básních oslavoval především hrdinskou minulost Rumunska, boj za nezávislost, sociální cítění, nezkaženost rumunského venkova. Jeho básně jsou velmi patetické, obsahují až mesianisticky laděné národně a sociálně osvobozenecké výzvy. Coșbuc kombinoval tradiční folklórní motivy se soudobými literárními snahami, jeho hlavní cíl, vytvořit na folklórním pozadí rumunský národní epos, ale nebyl dokončen a z velkolepého plánu zbyly jenom dvě pohádkově laděné lyrickoepické básně Nunta Zamfirei (1889) a Moartea lui Fulger (1893), mytologizující původ lidových zvyků a obřadů, konkrétně svatby a pohřbu. Jeho dílo bylo pro svou venkovskou orientaci a sociální charakter často využíváno komunistickou propagandou.